# Callogobius depressus
Callogobius depressus és una espècie de peix de la família dels gòbids i de l'ordre dels perciformes.

## Morfologia
Els mascles poden assolir els 14 cm de longitud total.

## Distribució geogràfica
Es troba al sud d'Austràlia: des de Nova Gal·les del Sud fins a Austràlia Meridional, incloent-hi Tasmània.